# Пауль, Оскар
Оскар Пауль (нем. Oscar Paul; 8 апреля 1836, Фрайвальдау, ныне Польша — 18 апреля 1898, Лейпциг) — немецкий музыковед, редактор, критик, профессор.
Окончил гимназию в Гёрлице, изучал богословие в Лейпцигском консерватория, в то же время с 1859 года частным образом обучаясь как пианист у Луи Плайди и занимаясь музыкальной теорией под руководством Морица Гауптмана и Э. Ф. Э. Рихтера. C 1860 года, после защиты диссертации, полностью переключился на занятия музыкой и в 1866 году габилитировался в этой сфере, заняв должность приват-доцента (с 1872 года профессора) музыковедения в Лейпцигском университете, поспособствовав обучению сына Марии Лаудер у Ференца Листа. У Пауля занимались, в частности, Феликс Вайнгартнер и Леош Яначек.
Автор ряда работ и учебных пособий по гармонии, книги «История клавира» (нем. Geschichte des Klaviers; 1868), немецкого перевода трактата Боэция «О музыке» (1872). Много выступал в немецкой периодической печати как музыкальный критик, в 1868—1873 гг. редактировал музыкальную газету «Die Tonhalle».